# Kwestie van kiezen
Kwestie van kiezen was een Nederlands interviewprogramma op televisie van de commerciële televisiezender RTL 4.
In het programma werden er iedere uitzending meerdere dilemma's over gevarieerde onderwerpen voorgelegd aan bekende Nederlanders. Rick Nieman werd in oktober 2011 presentator van Kwestie van kiezen. In de jaren negentig was Jeroen Pauw het boegbeeld van het programma.